# 郝玼
郝玼（?—?），唐朝中期将领。
郝玼本来是泾原戍将。唐德宗贞元年间，为临泾镇将，多次击败寇边的吐蕃，以勇猛闻名于时。郝玼请求在临泾筑城，抵御吐蕃，前帅不从。段佐担任泾原节度使时同意。唐宪宗元和三年，段佐请朝廷筑临泾城，朝廷同意。以临泾城为行凉州，以郝玼为刺史戍守。从此吐蕃入寇，不过临泾。郝玼在边三十年，每战俘获蕃人，刳剔后退回尸体，吐蕃人畏之如神。元和十三年，检校左散骑常侍、渭州刺史、御史大夫，充泾原行营节度、平凉镇遏都知兵马使，封保定郡王。后在庆州刺史任上去世。

## 延伸阅读
[在维基数据编辑]
 《舊唐書/卷152》，出自刘昫《舊唐書》